# Nicolaevca
Nicolaevca è un comune della Moldavia situato nel distretto di Florești di 1.081 abitanti al censimento del 2004

## Località
Il comune è formato dall'insieme delle seguenti località (popolazione 2004):
- Nicolaevca (911 abitanti)
- Valea Rădoaiei (170 abitanti)